# 宁强县
32°49′N 106°15′E / 32.817°N 106.250°E

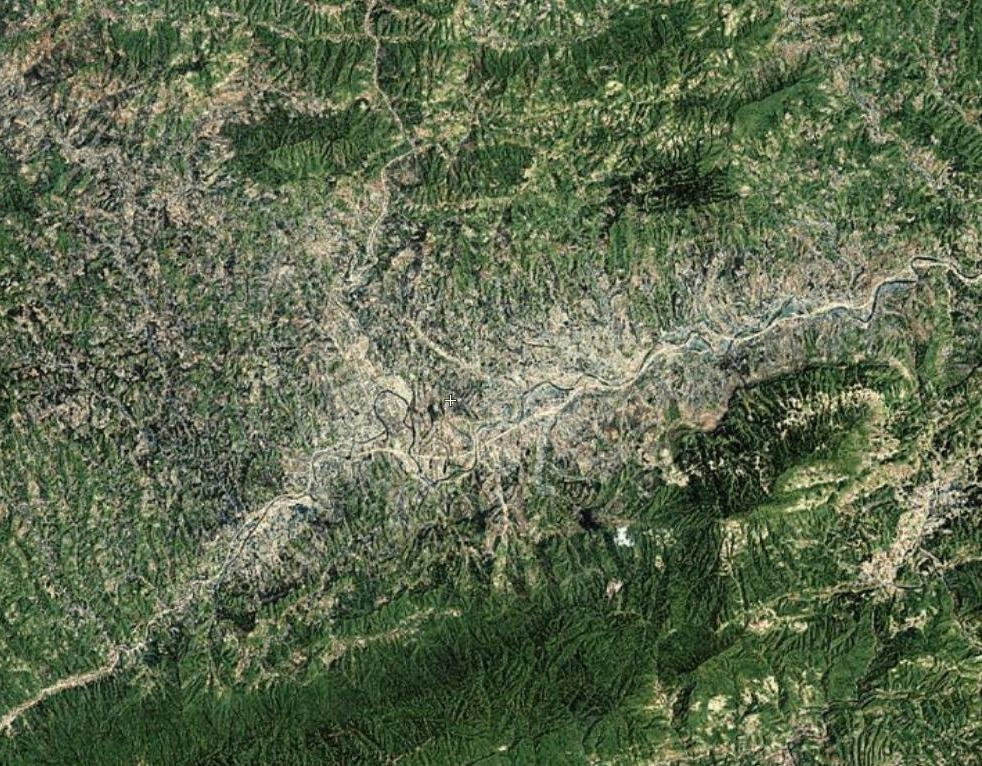
宁强卫星地形图

宁强县是中国陕西省汉中市所辖的一个县，位于陕西西南部，汉江上游，大巴山北麓。区域总面积为3243平方公里，常住人口約26万人。

## 历史沿革
唐武德四年(621年)分绵谷置三泉县和嘉牟县，不久撤金牛、嘉牟，尽入三泉；至道二年(996年)在三泉县西1里置大安军；元初在金牛镇(今大安镇)设大安州，后降为县；明成化二十一年(1485年)建立宁羌州；1913年改宁羌县，1942年改宁强县。

## 行政区划
宁强县下辖2个街道办事处、16个镇：
汉源街道、高寨子街道、大安镇、代家坝镇、阳平关镇、燕子砭镇、广坪镇、青木川镇、毛坝河镇、铁锁关镇、胡家坝镇、巴山镇、巨亭镇、舒家坝镇、太阳岭镇、安乐河镇、二郎坝镇和禅家岩镇。

## 人口
根据2020年第七次全国人口普查结果，宁强县常住人口为256373人，常住人口数在汉中市11个县级行政区中排第7位。 全县常住人口与2010年第六次全国人口普查的308885人相比，十年共减少52512人，下降17.0%。

## 交通
- 108国道过境。

## 特产
宁强华细辛：中国地理标志产品。